# Рождество Богородично (Касандрия)
„Рождество Богородично“ (на гръцки: Γέννησης της Θεοτόκου) е възрожденска православна църква, разположена на полуостров Касандра в градчето Касандрия (Валта).

## История
Църквата е строена в 60-те години на XIX век като катедрална църква на Касандрийска епархия, чийто център тогава е Валта (днешен Касандрия), на мястото на унищожена в Халкидическото въстание от 1821 година по-малка църква с размерите 2/3 от сегашната. По-късно е добавен нартекс със сводести отвори. В годините след 1920 година сводестите отвори на притвора са затворени, за да разширят вътрешното пространство, а по-късно над входа му е построен голям хоризонтален навес, който е продължение на женската църква.
В храма интерес представлява старата камбанария и палеохристиянската надвратна каменна релефна арка, вградена над вратата. Предполага се, че релефът произхожда от най-ранната църква „Свети Димитър“ в Солун. Сходна арка е изложена във Византийския музей в Атина.
В 1986 година църквата е обявена за паметник на културата.